# Else (Lenne)
Die Else ist ein fast 13 Kilometer langer, orografisch linker Zufluss der Lenne im nordrhein-westfälischen Märkischen Kreis.

## Name
Der Name entstand entweder aus dem germanischen Wort *Alisanō (='Erlenbach') oder war ursprünglich eine Zusammensetzung aus dem Wort Erle und dem Hydronym -aha (altsächsisch *Elis-aha = 'Erlenwasser').

## Geographie

### Verlauf
Die Else entspringt etwa 800 m nördlich von Herscheid auf einer Höhe von 414 m ü. NHN im Naturschutzgebiet Oberes Elsetal. 
Zunächst in überwiegend östliche Richtungen abfließend passiert sie Elsen. Weiter in östliche Richtungen fließend erreicht der Bach den Bereich des Flugplatzes Plettenberg-Hüinghausen und passiert Hüinghausen an dessen südlichem Ortsrand. Im Bereich von Plettenberg wendet sich der Lauf nach Norden, um beim Plettenberger Ortsteil Eiringhausen auf 203 m ü. NHN linksseitig in die Lenne zu münden. 
Der 12,9 km lange Lauf der Else endet ungefähr 214 Höhenmeter unterhalb ihrer Quelle, sie hat somit ein mittleres Sohlgefälle von circa 16,6 ‰.

### Zuflüsse
Von der Quelle zur Mündung. Länge in Kilometer (km) und Einzugsgebiet in Quadratkilometer (km²)  nach dem  Topographisches Informationsmanagement, Bezirksregierung Köln, Abteilung GEObasis NRW. Mittlerer Abfluss (MQ) in Liter pro Sekunde (l/s) nach dem Fachinformationssystem ELWAS des Ministeriums für Umwelt, Naturschutz und Verkehr NRW.
- Bulmecke (links), 0,8 km[6]
- Deilmke (links), 1,7 km, 1,74 km², 38 l/s
- Hengsmecke (links), 0,7 km, 0,51 km², 12 l/s
- Müggenbach (rechts), 1,6 km, 0,65 km², 15 l/s
- Weiße Ahe (rechts), 8,1 km, 12,52 km², 328 l/s
- Lingenbecke (links), 3,2 km, 2,07 km², 48 l/s
- Erlensiepen (rechts), 1,1 km, 0,55 km², 12 l/s
- Lütke Luthmecke (rechts), 0,8 km[6]
- Frehlinghauser Bach (links), 3,1 km, 1,95 km², 42 l/s
- Maasmecke (rechts), 1,1 km, 0,40 km², 8 l/s
- Bremcker Bach (links), 3,1 km, 2,81 km², 61 ls
- Dermecke (rechts), 1,3 km[6]
- Hemecke (links), 2,5 km, 1,53 km², 32 l/s
- Oester (rechts), 15,9 km, 56,10 km², 1315 l/s
- Klinkmecker (links), 0,5 km[6]
- Schibecke (rechts), 1,0 km[6]
- Kersmecke (links), 1,4 km[6][7]